# Au cas où je n'aurais pas la palme d'or
Pour plus de détails, voir Fiche technique et Distribution.
Au cas où je n'aurais pas la palme d'or est un film français écrit, réalisé, joué et produit par Renaud Cohen, sorti en 2012.

## Fiche technique
- Titre : Au cas où je n'aurais pas la palme d'or
- Réalisation : Renaud Cohen
- Scénario : Renaud Cohen
- Image : Marc Tévanian, Hervé Cohen
- Son : Guillaume Valeix, Nathalie Vidal
- Montage :  Marine Benveniste
- Musique : Yan Volsy
- Production : Renaud Cohen, Stéphane Lehembre, Yov Moor et Marine Tuloup
- Pays de production :  France
- Format : couleur
- Durée : 85 minutes
- Date de sortie : France - 8 août 2012

## Distribution
- Renaud Cohen : Simon
- Julie Gayet : Julia
- Maurice Bénichou : Maurice Bénichou
- Samir Guesmi : Yossef
- Frédéric Pierrot : le producteur
- Emmanuel Salinger : le cousin radiologue
- Sólveig Anspach : réalisatrice anonyme
- Alain Beigel : réalisateur anonyme
- Diana Rudychenko : Diana
- Bruno Todeschini : Matteo
- Olivia Côte : La fille du CNC fenêtre

## Accueil critique
La critique du magazine Télérama est mitigée. Si l'article souligne la drôlerie de certaines situations, il précise aussi que le narcissisme du film l'empêche « de décoller. » Le Monde se dit charmé par la mise en abyme présente dans le film mais précise qu'il ne s'agit pas d'une réussite totale : « Humour absurde, veine auto-référentielle, douceur saugrenue et colères épiques : tout ici renvoie aux deux figures tutélaires du cinéma de l'affabulation intimiste que sont Woody Allen et Nanni Moretti. Une référence qui honore le film mais qui en marque, du même coup, les limites. »